# Йоргулеску, Георге
Георге Йоргулеску (рум. George Iorgulescu; род. 15 мая 1956, Джурджу, București Region) — румынский футболист, защитник, и тренер. В настоящее время он является президентом Румынской профессиональной футбольной лиги.

## Клубная карьера
Йоргулеску родился 15 мая 1956 года в румынском городе Джурджу, и начал играть в футбол на юношеском уровне в местном клубе «Дунэря», дебютировав за основную команду в сезоне 1973/74. Вместе с товарищем по команде, Кальяну, он был отдан в «Спортул Студенцеск», где он дебютировал в Дивизии А под руководством тренера Анджело Никулеску 31 августа 1975 года в матче против «Университатя» (Крайова) (1:1), это было его единственное появление в том сезоне. Больше его использовал Мирча Рэдулеску в молодёжном составе команды, а в следующем сезоне он был отдан в аренду в клуб «Прогресул», где он сыграл 28 матчей и забил 6 голов, после чего вернулся в «Спортул», когда Рэдулеску стал тренером основного состава и использовал его чащеОн провел следующие 12 сезонов в «Студенцеске», создав сильную пару в центральной защите с Полом Казаном. Яркими моментами этого периода стали 12 забитых голов в сезоне 1977/78, что помогло команде занять второе место в сезоне 1985/86, и он был использован тренером Рэдулеску на протяжении всех минут в проигрышном финале против «Стяуа» в финале Кубка Румынии 1979 года, а также помог клубу выиграть Балканский кубок 1979/1980. Он также представлял клуб в 14 матчах Кубка УЕФА, забив два гола, включая победу над «Интером» (1:0) и четыре игры в сезоне 1987/1988, где в первом раунде они выбили «Катовице», а во втором раунде встретились с «Брондбю» Петера Шмейхеля и Бриана Лаудрупа. В гостях они проиграли со счетом 3:0, но сумели выиграть ответный матч с тем же счетом и в серии пенальти получили квалификацию в третий раунд, где кампания завершилась победой над итальянской командой «Эллас Верона». Йоргулеску в последний раз появился в Дивизии А 20 июня 1989 года в матче против «Арджеша», в котором он отметился забитым голом. Он завершил карьеру футболиста после того, как коммунистический режим разрешил ему играть за границей в клубе «Беерсхот», за который он сыграл только два матча в первом дивизионе Бельгии сезона 1989/1990.

## Карьера за сборную
Дебют за национальную сборную Румынии состоялся 11 ноября 1981 года в матче квалификации на чемпионат мира 1982 против сборной Швейцарии (0:0). Он сыграл в 7 играх на отборочных матчах чемпионата Европы 1984 года, включая победу над действующим чемпионом мира, Италией. Главный тренер, Мирча Луческу, включил Йоргулеску в состав на чемпионат Европы 1984, где он сыграл в матчах против Испании (1:1) и Португалии (0:1) на групповой стадии. Он сыграл 7 матчей отборочного турнира чемпионата мира 1986 года, где в гостевом матче против Турции (3:1) отметился забитым голом. Он забил гол в следующей игре, которая была товарищеской против Египта (2:2), в которой он впервые выступил в качестве капитана команды. Последний матч за национальную сборную для Йоргулеску состоялся 8 октября 1986 года, когда тренер Эмерих Йеней выпустил его на поле на 80-й минуте, чтобы заменить Георге Хаджи в выездном победном товарищеском матче против Израиля (4:2).
За то, что Иоргулеску представлял свою страну на чемпионате Европы 1984 года, 25 марта 2008 года президент Румынии Траян Бэсеску наградил его орденом «Meritul Sportiv» (Медалью «За спортивные заслуги») III степени.

### Голы за сборную
| №  | Дата            | Место                    | Соперник | Счёт | Результат | Турнир                  |
| -- | --------------- | ------------------------ | -------- | ---- | --------- | ----------------------- |
| 1. | 13 ноября 1985  | Измир Ататюрк, Измир     | Турция   | 1:0  | 3:1       | Квалификация на ЧМ 1986 |
| 2. | 28 февраля 1986 | Александрия, Александрия | Египет   | 2:1  | 2-2       | Товарищеский матч       |

## После карьеры футболиста
После завершения карьеры футболиста Йоргулеску в 1990 году вошёл в тренерский штаб сборной Румынии Мирчи Рэдулеску, своего тренера из «Спортул Студенцеска». После того, как в 1991 году Корнел Дину сменил Рэдулеску, Йоргулеску остался в штабе Дину в качестве помощника, но в июне 1993 года они оба ушли после того, как сборная потерпела поражение со счетом 2:5 в Кошице от Чехословакии в отборочном матче чемпионата мира 1994 года. С 1994 по 2005 года Йоргулеску был президентом столичного клуба «Национал». В этот период клуб трижды становился вторым в чемпионате Дивизии А и выходил в финал Кубка Румынии (1997 и 2003), оба из которых были проиграны: первый раз со счетом 2:4 от «Стяуа», а второй — со счетом 0:1 от бухарестского «Динамо». Во время своего президентства он был известен как новатор, поскольку он продвигал таких тренеров команды, как Вальтера Дзенгу, Роберто Ланди или Космина Олэрою. В 1999 году он небольшой отрезок времени работал главным тренером команды после того, как Хосе Рамон Алексанко покинул клуб, возглавляя команду в 13 турах национального чемпионата, состоящего из 6 побед, одной ничьей и 6 поражений. Также он оказался в центре скандала, когда во время игры против бухаресткого «Рапида», которая была проиграна со счетом 1:3, он вышел на поле во время игры и погнался за судьей Константином Зоттой, поскольку ему не понравились решения арбитра. В 2000 году Йоргулеску предпринял первую попытку стать президентом Румынской профессиональной футбольной лиги, но проиграл Думитру Драгомиру, однако в 2013 году он снова баллотировался против Драгомира и на этот раз выиграл выборы.

## Достижения

### Клубные

#### «Спортул Студенцеск»
- Обладатель Балканского кубка: 1979/80[англ.]
- Вице-чемпион Румынии: 1985/86
- Финалист Кубка Румынии: 1978/79

### Индивидуальные
- Футболист года в Румынии (5-е место): 1982